# Lonchura
Lonchura es un género de aves paseriformes de la familia Estrildidae, cuyos miembros se denominan vulgarmente capuchinos. Estos pájaros se distribuyen por la región indomalaya, la Wallacea, Australasia y el África subsahariana. 

## Descripción
Son pequeñas aves gregarias que se alimentan principalmente de semillas, generalmente en hábitats abiertos, prefiriendo alimentarse en el suelo o sobre los tallos de gramíneas. El nido es una estructura cupular grande de hierba y depositan en ellos de 4 a 10 huevos blancos. Algunas especies también construyen nidos comunales de descanso para pasar la noche.
Las especies de este género son similares en tamaño y estructura, picos cortos y gruesos, cuerpos compactos y colas largas. La mayoría son de 10 a 12 cm de largo. El plumaje suele combinar los castaños, negro y blanco, ambos sexos similares, pero en los juveniles los colores son más apagados y menos contrastantes.
Las semejanzas dentro de este género y la existencia de subespecies con diferenciación de vocalizaciones y plumajes hacen pensar que algunas razas podrían ser elevadas al rango de especie. Así, las dos razas de Lonchura kelaarti son a menudo consideradas especies separadas.
Los capuchinos son populares en el comercio de aves y muchas aves liberadas o escapadas han formado colonias silvestres en diferentes pequeñas áreas del mundo donde no son nativas.

## Especies

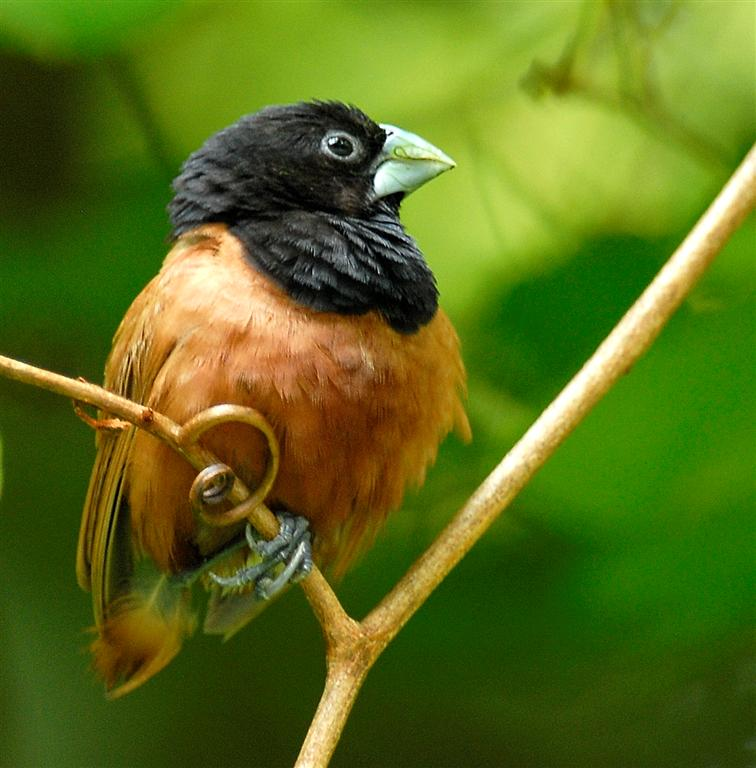
Lonchura atricapilla.

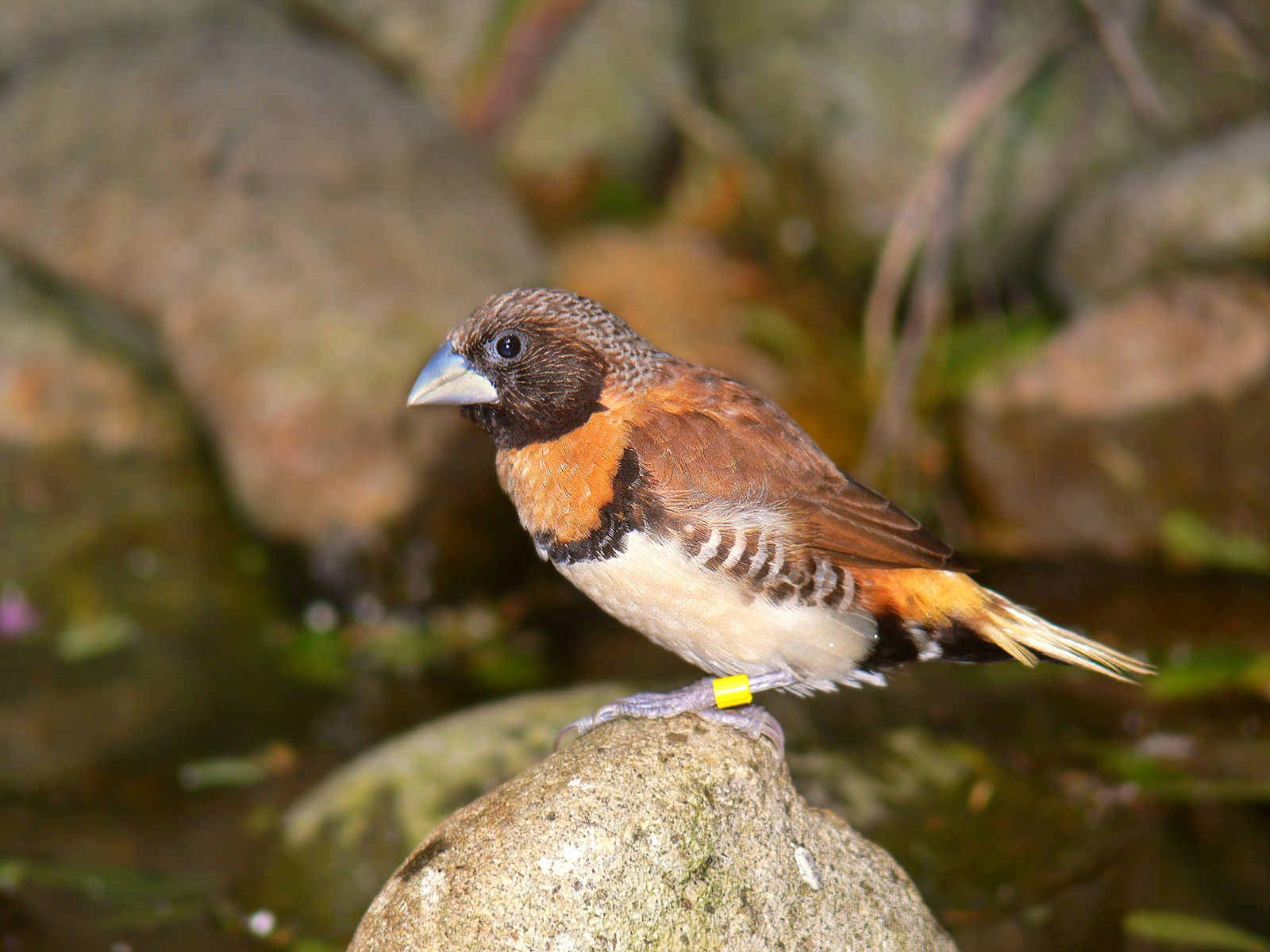
Lonchura castaneothorax.

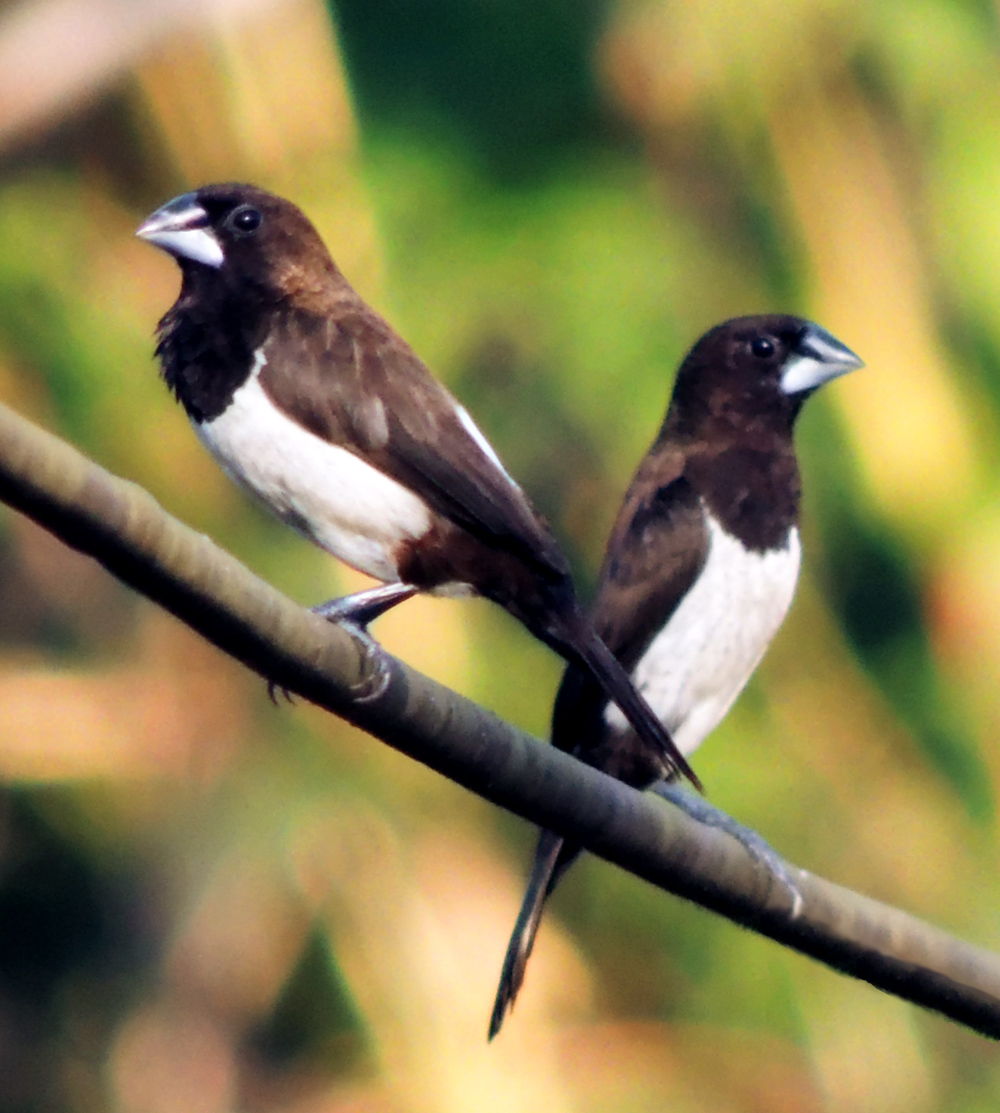
Lonchura striata.

Se reconocen las siguientes especies:
- Lonchura atricapilla - capuchino castaño;
- Lonchura bicolor - capuchino bicolor;
- Lonchura caniceps - capuchino canoso;
- Lonchura castaneothorax - capuchino pechicastaño;
- Lonchura cucullata - capuchino bronceado;
- Lonchura ferruginosa - capuchino coroniblanco;
- Lonchura flaviprymna - capuchino culiamarillo;
- Lonchura forbesi - capuchino de Nueva Irlanda;
- Lonchura fringilloides - capuchino pío;
- Lonchura fuscans - capuchino sombrío;
- Lonchura fuscata - capuchino arrocero de Timor;
- Lonchura grandis - capuchino grande;
- Lonchura hunsteini - capuchino de Hunstein;
- Lonchura kelaarti - capuchino golinegro;
- Lonchura leucogastra - capuchino ventriblanco;
- Lonchura leucogastroides - capuchino de Java;
- Lonchura leucosticta – capuchino de motas blancas;
- Lonchura malacca - capuchino tricolor;
- Lonchura maja - capuchino cabeciblanco;
- Lonchura melaena - capuchino de Nueva Bretaña;
- Lonchura molucca - capuchino carinegro;
- Lonchura montana - capuchino montano;
- Lonchura monticola - capuchino alpino;
- Lonchura nevermanni - capuchino coronigrís;
- Lonchura nigriceps - capuchino de lomo castaño;
- Lonchura oryzivora - capuchino arrocero de Java;
- Lonchura pallida - capuchino pálido;
- Lonchura punctulata - capuchino punteado;
- Lonchura quinticolor - capuchino multicolor;
- Lonchura spectabilis - capuchino vistoso;
- Lonchura striata - capuchino culiblanco;
- Lonchura stygia - capuchino negro;
- Lonchura teerinki - capuchino pechinegro;
- Lonchura tristissima – capuchino cabeciestriado;
- Lonchura vana - capuchino de las Arfak.